# SPORT HYBRID i-DCD

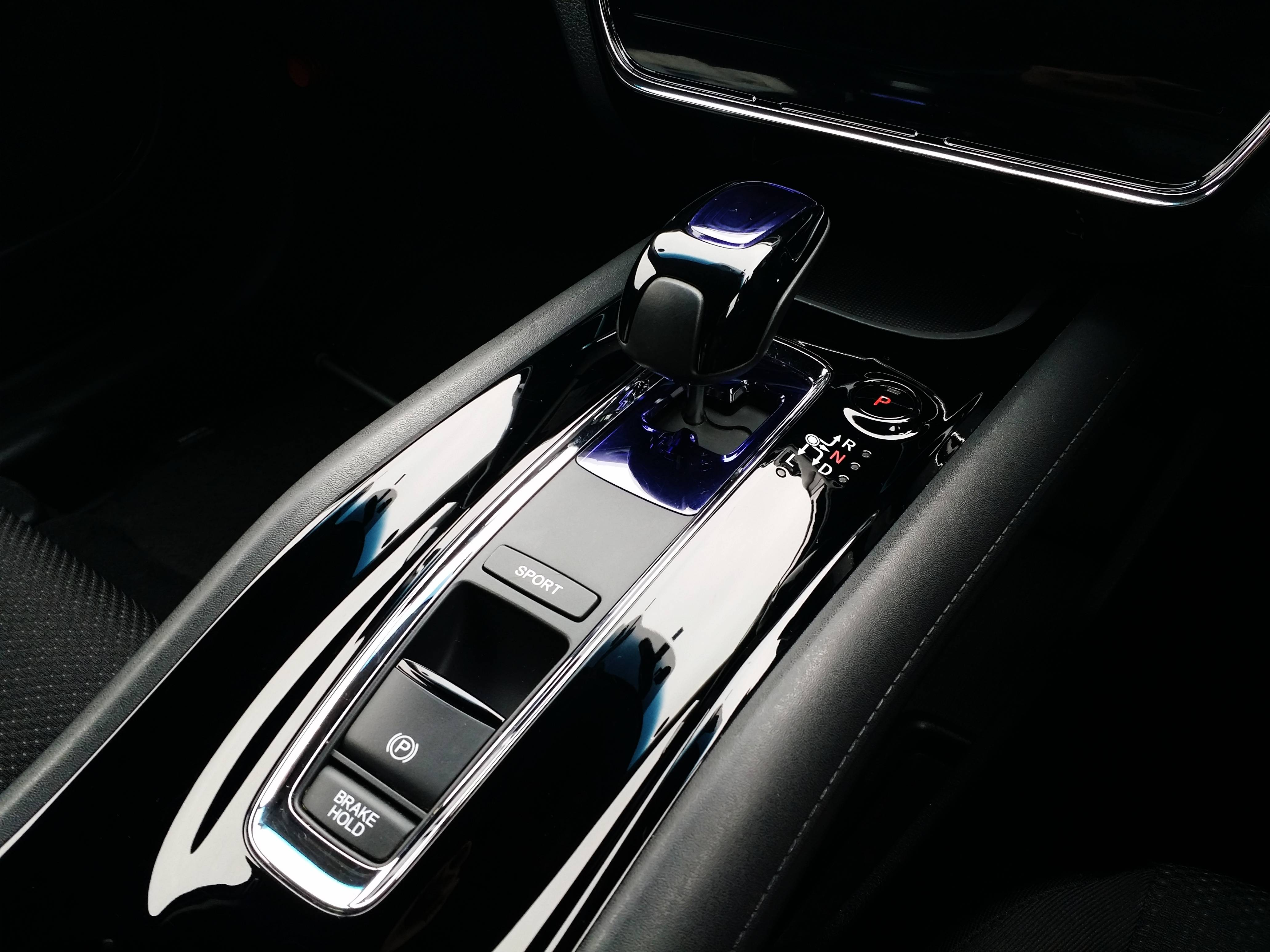
i-DCDを採用したホンダ・ヴェゼルハイブリッドのセレクトレバー

SPORT HYBRID i-DCD（スポーツ・ハイブリッド・アイディーシーディー）は、本田技研工業が開発したフル・ハイブリッドシステムである。
名称のi-DCDは、Intelligent Dual Clutch Drive（インテリジェント・デュアル・クラッチ・ドライブ）の略。以下、本文中では同システムを「i-DCD」と記述する。

## 概要
電気モーターを内蔵した7速デュアルクラッチトランスミッション（DCT）を変速機に用いたガソリンエンジンと電気モーターの双方を動力源とするハイブリッド・システムであり、エンジンとモーター両方が並行して駆動する、パラレル型のフル・ハイブリッドに分類される。電力は、自動車の制動時や巡航運転時に発生するエネルギーを回生（余剰エネルギーをモーターが発電機となって回収）しバッテリーに充電するため、充電する作業は必要としない。エネルギー補給はガソリンの給油のみである。
燃費性能の追求のみに捉われた従来型のハイブリッドシステムとは異なり、快活な動的性能と燃費性能を両立させた。7速DCTを搭載し、ゼロ発進時からEV走行ができる点など、従来型のHonda IMAシステムと異なる。
特にIMAがエンジンとモーターが一体であったのに対し、i-DCDではエンジンとモーターが切り離されている点が大きい。IMAではエンジンとモーターを切り離せないため、例えば減速時に回生発電を行う場合においても共に回るエンジンがフリクション要因となっていた。また発進時にはクラッチを介して伝達するため、生じる滑りが熱エネルギーとなって損失が生じていた。一方、i-DCDではモーターがミッション側にあるため回生発電時にエンジンが回ることはなく、発進時にクラッチに滑りを生じさせることもない。

### モーター
交流同期電動機を採用し、DCTユニットに内蔵される。システム電圧173V、最高出力29.5PS（22kW）、最大トルク16.3kgf･m（160Nm）、油冷式。モーターに使用するレアアースの削減を目指してテルビウムを使用せず、ジスプロシウムを磁石表面にのみ効果的に分布させ使用量を減らした。冷却はトランスミッションオイルを用いて行う。

### DCT
ドイツのシェフラー社の日本法人と共同開発した乾式7速DCTを採用しており、伝達効率は90%台である。1速ギアに遊星歯車を採用し、1速ギアをハイブリッド・モーター内部に収め、ユニットの小型化を図った。

### リチウムイオン二次電池
GSユアサとホンダの合弁会社であるブルーエナジー社製のリチウムイオン二次電池（Li二次電池）を搭載している。従来のIMAシステム同様バッテリモジュールはIPU(Intelligent Power Unit)としてPCU（DC/DCコンバータ、インバータ等）、ECU、冷却ファンなどと一体化し、リア後方に搭載される。2015年2月から日本国内で新たに販売されたジェイドにおいては、東芝製のリチウムイオン二次電池を採用し（セル数は従来と同じ）、ハイブリッドシステム用の二次電池とIPU一式をフロントシート間に搭載している。

## 構造
i-DCDのDCT基本構造は奇数段（1・3・5・7）のメインシャフトと偶数段（2・4・6）のセカンダリシャフトが並列する二軸構造となる。なおリバースギヤはメインシャフトに設けられている。
エンジン・クラッチおよびモーターはメインシャフトの軸線上に存在し、セカンダリシャフトへはアイドルギヤを介して伝達。1速は上記のようにモーター内の遊星歯車で構成されており、出力軸への伝達は3速ギヤとの兼用となっている。1速時は遊星歯車のリングギヤが固定されることでキャリアに接続された3速ギヤを介して出力、3速時は遊星歯車のリングギヤの固定を解除し3速をインギヤすることで出力される。
モーターは奇数段のメインシャフトに存在するため、EV走行や回生発電は奇数ギヤを介してのみ行われる。偶数段エンジン走行時でもいずれかの奇数ギヤを出力軸に繋げることでモーターアシスト及び回生は行われる。停車時はメインシャフトのクラッチを接続しギヤをニュートラルにすることで発電が可能である。同様に偶数段エンジン走行時にもニュートラル発電は可能で、この場合は奇数偶数の両クラッチが同時に締結された状態となり、奇数ギヤをニュートラルとする事で発電が行われる。
クラッチは引きずり抵抗などが無く、損失が少ない乾式となっており直列に配置されている。一般的なDCTでは発進時などに半クラッチ（半クラ）を行う必要があるが、i-DCDにおいてモーターによる発進や低速走行時（EVモード時）は半クラの必要は無い。ただし、車両停止時でもエンジンが起動しているハイブリッドモード時の発進は半クラッチを行っている。これによりDCTで課題となりやすいクラッチの耐久性や低速での制御性などの問題は低減されている。ただし、坂道での渋滞のような状況でバッテリー残量がなくなり、モーターが使えなくなると通常のDCTと同様な問題が起こるためメーカーが注意喚起している。
i-DCDに近い機構としては三菱ふそうのDCTデュオニックにモーターを組み込んだ仕様が存在する。

## 搭載車種

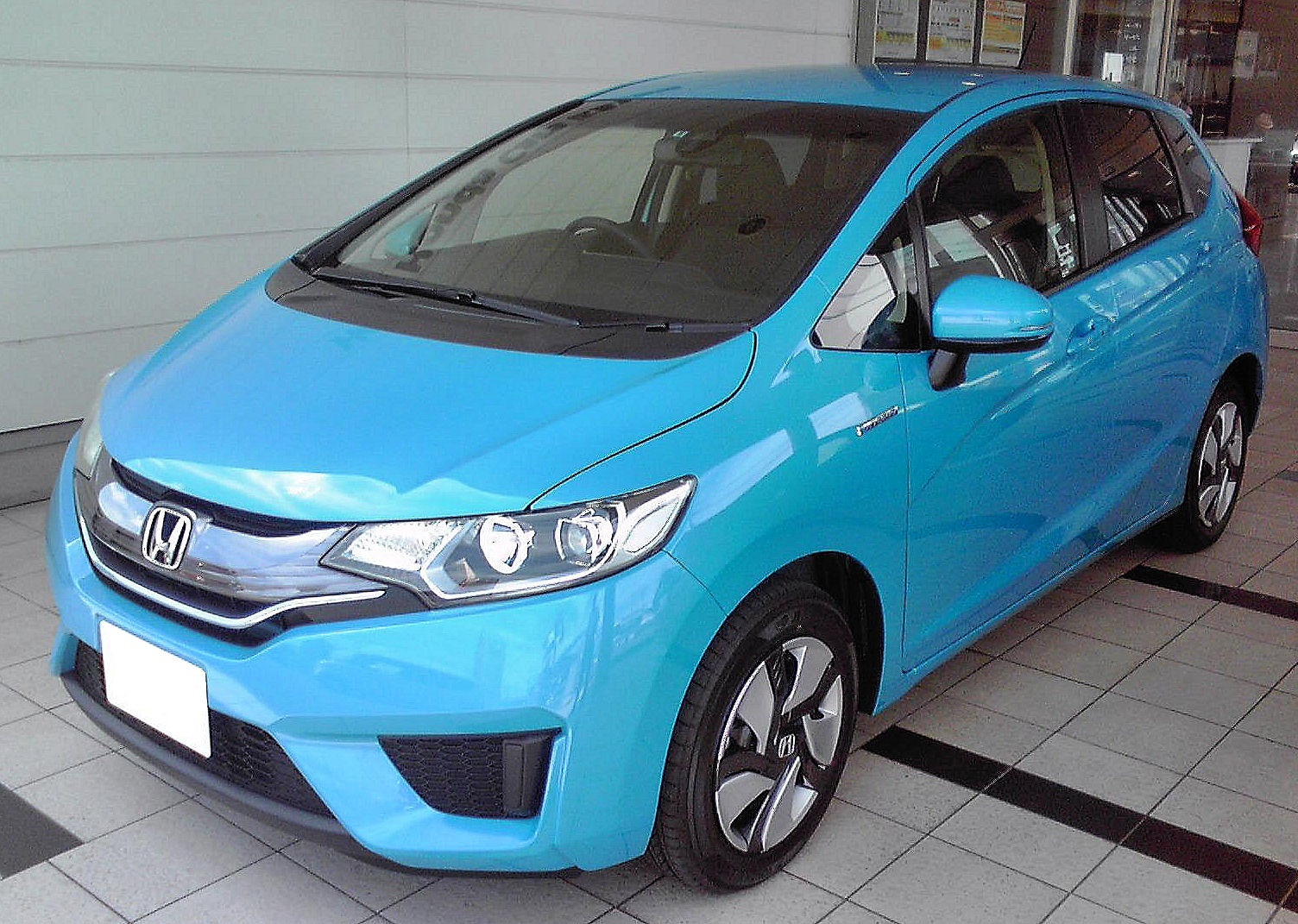
ホンダ・フィットハイブリッド（2代目）GP5型

- フィットハイブリッド（2代目）
- ヴェゼルハイブリッド
- グレイスハイブリッド
- ジェイドハイブリッド
- シャトルハイブリッド
- フリードハイブリッド（2代目）
- フリード+ハイブリッド